# VR Troopers
VR Troopers (traducido literalmente como Soldados de la realidad virtual) es una serie de televisión de género tokusatsu producida y distribuida por Saban Entertainment de 1994 a 1996. Se trata de un intento de aprovechar la fascinación que existía por la realidad virtual a principios de los años noventa, así como de prolongar el éxito de la otra franquicia de Saban, Power Rangers. VR Troopers fue la primera "serie hermana" oficial de Mighty Morphin Power Rangers, y al igual que ella se trata de una americación de un tokusatsu japonés de Toei Company, en esta ocasión la franquicia Metal Hero. VR Troopers es una coproducción entre Toei y Cyberprod.
En la serie aparecían gráficos CGI primitivos y efectos de vídeo mezclados con escenas japonesas de tres temporadas diferentes de Metal Hero: Chōjinki Metalder, Jikuu Senshi Spielvan y Uchū Keiji Shaider. El 7 de mayo de 2010, los derechos de autor de VR Troopers se transfirieron de BVS Entertainment a Saban Capital Group.
La serie fue un éxito de audiencia, pero no al mismo nivel que la franquicia Power Rangers. Un problema fue que el metraje japonés se agotó rápidamente por los casos extremos en que múltiples escenas de distintos tokusatsus se colocaban en un solo episodio, hasta el límite de que el metraje tuvo que reutilizarse varias veces a lo largo de la serie. Con el programa se lanzó una línea de juguetes y un videojuego para Sega Mega Drive y Sega Game Gear.

## Argumento
Los protagonistas son tres amigos veinteañeros, Ryan Steele, Kaitlin Star y J.B. Reese, que viven en la ciudad ficticia de West Coast en Crossworld City, California. Los tres asisten regularmente, como practicantes y como maestros, al dojo de Tao, donde enseñan y aprenden karate. El padre de Ryan, Tyler Steele, desapareció hace muchos años dejando a Ryan solo. En su búsqueda, Ryan y sus dos amigos llegan hasta un extraño portal que conduce a un laboratorio de alta tecnología. Allí, aparece en una pantalla una versión digital del profesor Horatio Hart, un amigo del padre de Ryan, que le explica la verdad sobre su padre y cómo desarrolló en secreto una tecnología de realidad virtual avanzada.
Por su parte, "VR" es una dimensión que existe de forma paralela a la nuestra, poblada por mutantes que desean conquistar los dos mundos, gobernados por una criatura conocida como Grimlord, quien, sin que nadie lo sepa, ni siquiera los protagonistas, tiene una identidad secreta como humano en la Tierra, el multimillonario magnate industrial Karl Ziktor. Mientras Grimlord intenta romper las barreras de la realidad para que sus ejércitos entren desde el mundo virtual al real, será responsabilidad de Ryan, Kaitlin y J.B. defender los dos lados de la barrera. Para ello, contarán con poderes especiales procedentes de la investigación de Tyler Steele, que les permitirán transformarse en los VR Troopers, con un arsenal de armaduras robóticas, armas y naves voladoras de combate.

## Personajes

### VR Troopers
- Ryan Steele: Es el hijo de Tyler Steele, desaparecido cuando Ryan era un niño. Su investigación de su paradero le lleva a descubrir al Dr. Hart y adquirir los poderes de los VR Troopers. Cada episodio comienza y termina con una escena de Ryan en un templo budista recordando las enseñanzas que allí le impartió su padre de pequeño, tanto de artes marciales como enseñanzas de la vida. A pesar del sufrimiento por su separación, permanece en él la esperanza de que algún día se reencontrará con él, y, en su misión como líder de los VR Troopers, este objetivo se une al de defender la Tierra y a sus seres queridos de los ataques de Grimlord. A pesar de luchar como parte de un equipo, suele enfrentar sus batallas en solitario.[Notas 1] En el combate, su principal arma es su propia mano, que utiliza con la palma extendida a modo de espada con la que destruye a sus enemigos. Al principio de la segunda temporada, Ryan rescata definitivamente a su padre, y en la misión de rescate sale herido y pierde sus poderes. Tyler entonces, antes de marchar de nuevo para ayudar al gobierno a desarrollar una estrategia de defensa contra la amenaza de Grimlord, desarrollará nuevos poderes para Ryan, otorgándole un traje completamente nuevo.[Notas 2] Tras el cambio de poderes, adquiere nuevas armas, entre ellas una nueva espada láser.
- J.B. Reese: Es un genio informático y cinturón negro de artes marciales. Está obsesionado con la tecnología y siempre confía en obtener a través de ella las soluciones a los problemas que enfrenta. Su experiencia como VR Trooper le enseñará a apreciar también el estilo de vida natural además del tecnológico. En batalla es capaz de invocar un vórtice para arrastrar a los mutantes a la realidad virtual y luchar contra ellos sin peligro para la realidad normal. También posee un bazooka, una pistola láser y un sable láser que cuando es necesario puede convertirse en una lanza láser haciendo aparecer una segunda hoja en el otro lado del puño.
- Kaitlin Star: Es una reportera y fotógrafa del periódico local, el Underground Voice Daily, y cuando no está salvando el mundo como superheroína, intenta salvarlo a través de sus reportajes y sus fotografías. Como VR Trooper, es la que tiene el arsenal más limitado de los tres. Al principio solo posee una pistola láser, y en ocasiones ataca en combinación con J.B., pero nunca destruye un monstruo ella misma, tarea de la que siempre se encargan Ryan y para J.B. Más adelante, adquirirá el poder de duplicarse a sí misma en batalla y atacar como dos Kaitlins. En el grupo, su tarea es la de servir de apoyo para sus compañeros, y también tiene la capacidad de utilizar su energía para curar a sus compañeros cuando son heridos.

### Aliados
- Jeb: Es el perro de Ryan, de raza redbone coonhound, que tras un accidente en el laboratorio adquiere la capacidad de hablar. Ryan le hace prometer que nunca jamás dirá una palabra delante de nadie, por lo que solo suele hablar en el laboratorio, o haciendo alguna vez algún comentario sarcástico a Percy, que siempre cree que ha sido Ryan quien ha hablado. Tiene ciertas habilidades tecnológicas y de resolución de problemas, por lo que suele ejercer de asistente del equipo.
- Profesor Hart: Es el mentor de los VR Troopers y quién les entrega en primera instancia sus poderes. En el pasado era un ser humano de carne y hueso, pero tras ser mortalmente herido por Grimlord, Tyler virtualizó su cerebro, y desde entonces se muestra en una pantalla del laboratorio, y desde ahí aconseja y guía a los Troopers.
- Tyler Steel: Es el padre de Ryan, el cual fue secuestrado por Grimlord cuando este era pequeño. Es el creador de toda la tecnología y los trajes de los Vr Troopers. Grimlord lo convirtiò en un mutante llamado Dark Hart, pero los troopers lo descubren y deben rescatarlo.

### Personajes Recurrentes
- Tao Chong: es el propietario de Tao Dojo, un viejo amigo de Tyler y el sensei de los Troopees. Tao es un hombre pasado de moda y, ocasionalmente, sus consejos y enseñanzas han demostrado ser útiles para los Troopers, a pesar de que desconoce sus identidades. Sin embargo, se insinúa que Tao probablemente ha descubierto sus identidades.
- Woody Stocker: es el jefe de edición del periódico Underground Voice Daily y el jefe tonto de Kaitlin. El espacio de trabajo de Woody está lleno de juguetes novedosos, y él siempre viene a trabajar con un sombrero diferente. Algunas veces, aparece con nuevas recetas de bocadillos, algunas buenas (como los nachos) y otras que son simplemente raras (como los malvaviscos o los nachos cubiertos de atún y mantequilla de maní). Una de sus principales frases es un entusiasta "¡Qué ide-e-e-a!"
- Percival "Percy" Rooney III: es la versión de Bulk and Skull de este programa con algunas similitudes superficiales con el personaje de Miles Silverberg del programa de televisión Murphy Brown. Es el sobrino del alcalde Abner Rooney y el llamado rival de Kaitlin. Él es muy alérgico a los animales (en su mayoría a los perros), lo que provoca que Jeb siempre le haga bromas. En el trabajo, Percy a menudo intenta superar a Kaitlin, pero por lo general termina metiéndose en problemas con Woody, incluso con las fuerzas de Grimlord, u ocasionalmente con otras personas. También es el nerd estereotipado por su apariencia y voz.

## Primera temporada
- Karl Ziktor/Grimlord: Karl Ziktor es un magnate multimillonario dueño de la multinacional Ziktor Industries. Hace años adquirió unos poderes que le permitieron transformarse en Grimlord, forma bajo la cual es alabado por sus mutantes como el "amo de la realidad virtual". Nadie en la realidad conoce su doble identidad salvo sus asistentes personales, que no son más que Skugs disfrazados de mujeres. Utiliza un dispositivo en la mesa de su despacho, y con la frase "Fuerzas de la oscuridad, dadme el poder, llevadme de vuelta a mi realidad virtual", se transforma de Ziktor a Grimlord y se teletransporta a su trono, situado en una mazmorra dentro de la realidad virtual, desde donde supervisa personalmente los ataques contra la Tierra. Más adelante, después de adquirir nuevos poderes y destruir su antigua mazmorra, Grimlord crea una nueva base aérea y fabrica nuevos lugartenientes que le servirán contra los VR Troopers.
- General Ivar: Es un robot que puede convertirse en cohete. Sirve no solo como estratega militar, sino como comandante en jefe de las fuerzas de tierra y aire de Grimlord. A veces lucha contra los Troopers en diversos vehículos, pero suele preferir el combate cuerpo a cuerpo. Sobrevive a la destrucción de la mazmorra y sigue sirviendo a Grimlord en la base aérea.
- Coronel Icebot: Es mucho más reservado que Ivar. Raramente lucha y en su lugar es el jefe científico de Grimlord, quien se encarga de desarrollar gran parte de los vehículos y aparatos de los ejércitos de Grimlord. Sobrevive a la destrucción de la mazmorra y sigue sirviendo a Grimlord en la base aérea.
- Skugs: Son los soldados de campo de Grimlord. Pueden adoptar formas humanas a voluntad, siendo su favorita la de bellas mujeres que asisten a Ziktor en forma humana. Cuando disipan el disfraz, tienen la apariencia de guerreros vestidos de negro con capas y la cabeza dorada. Son diestros en combate pero tienen un punto débil muy grave: cuando dos o más de ellos se tocan, se desintegran, por lo que los Troopers, desde que lo descubren, solo tienen que lanzarles unos contra otros para eliminar la amenaza. Tras la llegada de la base aérea, con los nuevos poderes de Grimlord, son actualizados a los Ultra Skugs. Al principio comienzan con las formas tradicionales, pero después en batalla adoptan una nueva forma más poderosa, aunque siguen teniendo el mismo punto débil y son destruidos de la misma forma.

## Segunda temporada
- Karl Ziktor/Grimlord: Karl Ziktor obtiene sus poderes para transformarse en Grimlord a través de un cristal que posee los conocimentos de Tyler Steel. En esta ocasión ha cambiado su aspecto y se lo ve siempre de pie. Su Nueva fortaleza es una nave espacial.
- Despera: Grimlord la crea nada más llegar a la base aérea. Es una poderosa guerrera vestida como una sacerdotisa egipcia, que lleva como arma un báculo. Tiene muy mal genio contra sus enemigos, pero como los demás generales, trata a Grimlord con devoción y respeto, y en la base se muestra más calmada y racional salvo cuando Doon Master le provoca.
- Oraclon: Despera le crea nada más nacer. Es un oráculo que proporciona a Grimlord información sobre la realidad virtual, y también se encarga de crear monstruos para él. Tiene la apariencia de un rostro dentro de un escudo circular que preside el muro principal de la base aérea. Casi siempre se mantiene en esa posición, aunque si lo desea es capaz también de atacar en combate.
- Doom Master y las Vixens: Oraclon les crea nada más nacer. Doom Master es un espadachín vestido de negro de gran poder. Es muy orgulloso, pero se irrita con gran facilidad, y suele discutir con Despera a la hora de trazar planes. Comanda a las Vixens, un grupo de cinco guerreras vestidas de colores diferenteskunoichi que suelen acompañarle en batalla.
- Skugs: Los tradicionales soldados de campo de Grimlord ahora pueden transformarse en una forma más poderosa, aunque siguen teniendo el mismo punto débil y son destruidos de la misma forma.

## Episodios
Los títulos que aparecen son los títulos en versión original, y la fecha que aparece es asimismo la fecha de estreno original en Estados Unidos.
| Temporada 1 1. The Battle Begins, Part 1 (3 de septiembre de 1994) 2. The Battle Begins, Part 2 (10 de septiembre de 1994) 3. Error in the System (14 de septiembre de 1994) 4. Lost Memories (15 de septiembre de 1994) 5. Battle for the Books (16 de septiembre de 1994) 6. Oh, Brother (19 de septiembre de 1994) 7. Grimlord's Challenge (20 de septiembre de 1994) 8. Computer Captive (21 de septiembre de 1994) 9. Kaitlin's Little Helper (22 de septiembre de 1994) 10. The Virtual Spy (23 de septiembre de 1994) 11. The Virtual V-6 (26 de septiembre de 1994) 12. No One's Friend (27 de septiembre de 1994) 13. Dogmatic Change (28 de septiembre de 1994) 14. Searching for Tyler Steele (30 de septiembre de 1994) 15. Save the Trees (3 de octubre de 1994) 16. A Dirty Trick (4 de octubre de 1994) 17. Kaitlin's Front Page (5 de octubre de 1994) 18. The Dognapping (7 de octubre de 1994) 19. My Dog's Girlfriend (10 de octubre de 1994) 20. Digging For Fire (11 de octubre de 1994) 21. The Great Brain Robbery (12 de octubre de 1994) 22. The Dojo Plot (14 de octubre de 1994) 23. Grimlord's Greatest Hits (19 de octubre de 1994) 24. The Disappearance (25 de octubre de 1994) 25. Nightmares (31 de octubre de 1994) 26. Secret Admirer (3 de noviembre de 1994) 27. Grimlord's House of Fear (4 de noviembre de 1994) 28. Three Strikes (7 de noviembre de 1994) 29. Danger in the Deep (8 de noviembre de 1994) 30. Small But Mighty (9 de noviembre de 1994) 31. Defending Darkheart, Part 1 (14 de noviembre de 1994) 32. Defending Darkheart, Part 2 (15 de noviembre de 1994) 33. Defending Darkheart, Part 3 (16 de noviembre de 1994) 34. Defending Darkheart, Part 4 (17 de noviembre de 1994) 35. Ghost Biker (18 de noviembre de 1994) 36. Endangered Species (21 de noviembre de 1994) 37. Field Goal (22 de noviembre de 1994) 38. The Littlest Trooper (23 de noviembre de 1994) 39. The Reality Virus (29 de noviembre de 1994) 40. Friends in Need (30 de noviembre de 1994) 41. Good Trooper, Bad Trooper (6 de febrero de 1995) 42. The Transmutant (7 de febrero de 1995) 43. Who's King of the Mountain? (8 de febrero de 1995) 44. The Couch Potato Kid (9 de febrero de 1995) 45. The Old Switcharoo (10 de febrero de 1995) 46. Race to the Rescue (13 de febrero de 1995) 47. Fiddler on the Loose (14 de febrero de 1995) 48. Virtually Powerless (15 de febrero de 1995) 49. New Kids on the Planet (20 de febrero de 1995) 50. Message From Space (22 de febrero de 1995) 51. The Rise of the Red Python, Part 1 (27 de febrero de 1995) 52. The Rise of the Red Python, Part 2 (28 de febrero de 1995) | Temporada 2 1. Mutant Mutiny (11 de septiembre de 1995) 2. Trooper Out of Time (12 de septiembre de 1995) 3. Secret Power (13 de septiembre de 1995) 4. Quest For Power, Part 1 (18 de septiembre de 1995) 5. Quest For Power, Part 2 (19 de septiembre de 1995) 6. Quest For Power, Part 3 (20 de septiembre de 1995) 7. Quest For Power, Part 4 (21 de septiembre de 1995) 8. Quest For Power, Part 5 (22 de septiembre de 1995) 9. Fashion Victims (25 de septiembre de 1995) 10. Game Over (26 de septiembre de 1995) 11. Watered Down (27 de septiembre de 1995) 12. The Negative Factor (2 de octubre de 1995) 13. Kaitlin Through the Looking Glass, Part 1 (3 de octubre de 1995) 14. Kaitlin Through the Looking Glass, Part 2 (4 de octubre de 1995) 15. Kaitlin Goes to Hollywood (9 de octubre de 1995) 16. Grimlord Takes Root (10 de octubre de 1995) 17. The Disk (11 de octubre de 1995) 18. Virtual Venom (16 de octubre de 1995) 19. New World Order (17 de octubre de 1995) 20. Grimlord's Children (18 de octubre de 1995) 21. The Millennium Sabre (24 de octubre de 1995) 22. Grimlord's Dark Secret, Part 1 (2 de noviembre de 1995) 23. Grimlord's Dark Secret, Part 2 (3 de noviembre de 1995) 24. On the Wrong Track (6 de noviembre de 1995) 25. Forward Into the Past (7 de noviembre de 1995) 26. Into Oraclon's Web (8 de noviembre de 1995) 27. Santa's Secret Trooper (13 de noviembre de 1995) 28. The Charmeeka Invasion (14 de noviembre de 1995) 29. Dream Battle (15 de noviembre de 1995) 30. A Hard Day's Mutant (20 de noviembre de 1995) 31. Magnetic Attraction (21 de noviembre de 1995) 32. Get Me to the Lab on Time (27 de noviembre de 1995) 33. Grimlord's Big Breakout (28 de noviembre de 1995) 34. Field and Scream (5 de febrero de 1996) 35. The Duplitron Dilemma (6 de febrero de 1996) 36. Despera Strikes Back (7 de febrero de 1996) 37. The Ghost of Cross World Forest (12 de febrero de 1996) 38. Grimlord's Dummy (13 de febrero de 1996) 39. Time Out (20 de febrero de 1996) 40. Galileo's New Memory (21 de febrero de 1996) |

## Reparto
- Ryan Steele: Brad Hawkins
- Kaitlin Star: Sarah Joy Brown
- J.B. Reese: Michael Bacon
- Jeb: Kerrigan Mahan/Zeb
- Ziktor/Grimlord: Gardner Baldwin
- Tao Chong: Richard Rabago
- Doctor Hart: Julian Combs
- Woody: Michael Sorich
- Percy: Aaron Pruner
- General Ivar: Mike Reynolds
- Coronel Icebot: Richard Epcar
- Despera: Kristin Norton/Jun Yoshida
- Doom Master: T.J. Storm/Toru Odaira